# Ladi Geisler
Ladi Geisler, all'anagrafe Miloslav Ladislav Geisler, (Praga, 27 novembre 1927 – Amburgo, 19 novembre 2011), è stato un chitarrista e bassista cecoslovacco.

## Biografia
Fatto prigioniero dagli inglesi nel corso della seconda guerra mondiale, alla fine del conflitto si stabilì in Germania dove raggiunse una certa notorietà nella scena musicale tedesca.
Molto noto per aver suonato nelle orchestre di musicisti tedeschi come Bert Kaempfert, James Last, Horst Wende e Freddy Quinn, Geisler sviluppò un suo distintivo sound di basso percussivo (“Knack-Bass”) che aiutò a rendere popolare l'orchestra di Bert Kaempfert e in particolare il suo album A Swingin' Safari.
Successivamente realizzò numerosi dischi da solista.